# Peter Smoliansky
Peter Smoliansky, född 16 december 1962 i Katarina församling, Stockholms stad, är en svensk musiker (trummis). Han är son till Gunnar Smoliansky och Nannie Porres. 

## Biografi
Smoliansky var redan 1969 medlem i improvisationskollektivet G.L. Unit och senare i Sevda och Levande Livet (i båda dessa band spelade han darbuka). Han var från 1981 medlem i rockbandet Rost och efter att detta band upplösts i mitten av 1980-talet var han 1986–1991 medlem i Eldkvarn.Under hans period i Eldkvarn spelade bandet in de av många ansedda som de bästa albumen i karriären. Utanför Lagen (-86), Himmelska Dagar (-87) och Kungarna från Broadway (-88) är milstolpar i bandets karriär och Peter Smoliansky drev på bakom trummorna.
Smoliansky har senare lämnat musikbranschen och övergått till annan verksamhet men har sedan 2005 återförenats för enstaka spelningar med bandet Rost.